# پیرحسین کولیوند
پیرحسین کولیوند (زادهٔ ۱۳۵۰) پزشک، سیاستمدار و مدیر ارشد اجرایی ایرانی است و رئیس جمعیت هلال‌احمر جمهوری اسلامی ایران است. در کارنامهٔ او، سوابقی همچون ریاست مرکز مدیریت حوادث و فوریت‌های پزشکی کشور، ریاست سازمان امداد و نجات و ریاست اورژانس نیز به چشم می‌خورد. وی همچنین مدیر پیشین بیمارستان خاتم‌الانبیاء نیز بوده است. او زادهٔ شهر تویسرکان است.

## پیشینه
پیرحسین کولیوند در سال ۱۳۶۸ در مقطع کاردانی هوش‌بری در دانشگاه علوم پزشکی همدان پذیرفته شد و در سال ۱۳۷۰ فارغ‌التحصیل شده است، او همچنین مدرک کارشناسی و کارشناسی ارشد مدیریت بیمارستانی و دکترای مدیریت رفتار سازمانی دارد. وی عضو هیئت علمی دانشگاه شاهد و مؤلف بیش از ۶۰ عنوان کتاب و مقالات متعدد است.
کولیوند پس از پایان دوران کاردانی تا سال ۱۳۷۴ در تویسرکان و همدان مشغول به کار شد، و پس از آن کار خود را در بیمارستان خاتم الانبیاء آغاز کرد. او در دانشگاه علوم پزشکی ایران دوره قلب و ریه مصنوعی را پشت سر گذاشت، و از نخستین افرادی بود که مدرک کاردیوپرفیوژنیست را از این دانشگاه دریافت کرد.
پیرحسین کولیوند در مردادماه ۹۵ تا ۱۴۰۰ با دستور وزیر بهداشت سابق، سیدحسن قاضی زاده هاشمی به عنوان رئیس مرکز مدیریت حوادث و فوریت‌های پزشکی کشور منصوب شد. طرح سازمان شدن اورژانس کشور توسط وی مطرح شد.
پیرحسین کولیوند در دوران ریاست جمهوری سیدابراهیم رئیسی، به‌مدت ۴ سال به عنوان رئیس جمعیت هلال‌احمر منصوب شد.

## هلال‌احمر
پیرحسین کولیوند، با کسب ۱۳ رای از اعضای شورای عالی هلال‌احمر به عنوان منتخب اول این شورا به رئیس‌جمهوری معرفی شده بود.
از جمله اقدامات کولیوند در زمان تصدی مدیریت هلال‌احمر می‌توان به تشکیل گروه‌های پیش قراول، تجهیز اتاق مدیریت یکپارچه و مداخله در بحران EOC و تشکیل تیم‌های واکنش سریع، تیم پایش، تیم گزارش، تیم پشتیبانی و تیم واکنش دوم اشاره کرد.